# هالوم
هالوم (به هلندی: Hallum) یک منطقهٔ مسکونی در هلند است که در فروردرادیل واقع شده‌است. هالوم ۲٬۷۴۶ نفر جمعیت دارد.